# Takatoshi Matsumoto
Takatoshi Matsumoto (松本 昂聡 Matsumoto Takatoshi?, nacido el 5 de septiembre de 1983 en Tokio) es un exfutbolista japonés. Jugaba de defensa y su último club fue el MIO Biwako Kusatsu de Japón.

## Trayectoria

### Clubes
| Club               | País  | Año         |
| ------------------ | ----- | ----------- |
| Kyoto Purple Sanga | Japón | 2002 - 2003 |
| FC Tokyo           | Japón | 2004        |
| Vissel Kobe        | Japón | 2005        |
| Shonan Bellmare    | Japón | 2006 - 2008 |
| Tokushima Vortis   | Japón | 2008        |
| MIO Biwako Kusatsu | Japón | 2009        |

## Palmarés

### Títulos nacionales
| Título             | Club               | País  | Año  |
| ------------------ | ------------------ | ----- | ---- |
| Copa del Emperador | Kyoto Purple Sanga | Japón | 2002 |
| Copa J. League     | FC Tokyo           | Japón | 2004 |